# Эрхардт, Генрих
Генрих Эрхардт (нем. Heinrich Ehrhardt; 17 ноября 1840, Целла-Мелис, Тюрингия — 20 ноября 1928, там же) — немецкий изобретатель и предприниматель, промышленник, «пушечный король» Германии. Основатель Рейнского механического и машиностроительного завода, впоследствии превратившегося в крупнейший германский военно-промышленный концерн «Райнметалл» (Rheinmetall).

## Биография

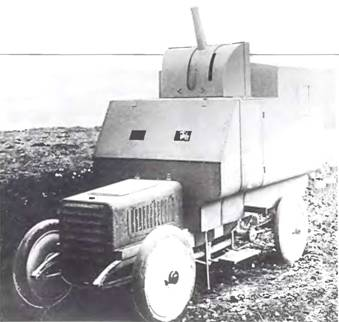
Первый в мире зенитный бронеавтомобиль «Эрхардт» с орудийной башней с 50-мм пушкой, 1908 г.

Талантливый инженер-самоучка. Племянник известного изобретателя и успешного производителя локомотивов Иоганна Генриха Эрхардта. До 1864 года работал на машиностроительном заводе Р. Хартманна.
В 1878 году основал в родном городе небольшое механическое производство, в 1889 — создал небольшую компанию по производству вооружения, в частности боеприпасов, в Дюссельдорфе, в 1896 — производство автомобилей в Айзенахе. В 1903 г. в Целла-Мелис начал выпуск автомобилей, соответствовавших требованиям германских вооружённых сил на предприятии «Генрих Эрхардт Аутомобильверке» (Heinrich Ehrhardt Automobilwerke AG).
В 1906 г. на Берлинском автосалоне он представил полубронированный 32-сильный автомобиль с пулемётом, затем построил 60-сильный грузовик с противоаэростатной пушкой, а в 1908 г. собрал первый в мире зенитный бронеавтомобиль — грузовик с бронированной надстройкой и орудийной башней с 50-мм пушкой.
В 1909 году началось изготовление полноприводных автомобильных платформ-лафетов для монтажа пушек калибра 57, 65 и 77 мм, перевозки зарядных ящиков и орудийной прислуги. Накануне войны в программе появился 50-сильный самоходный лафет Kw.14 (4x4), а в 1914—1918 гг. его фирма выпускала 70-сильный вариант E-V/4 (4x4) с местами для 10 человек орудийного расчета и колесами диаметром до 1 м с массивными резиновыми шинами. В 1918 г. эти машины применялись в боях с Красной Армией.
К началу Первой мировой войны его компания стала наиболее крупным производителем вооружения в Германии. На январь 1914 года численность её рабочих превышала восемь тысяч человек, к 1915 году — 14 тысяч, а к концу войны — 48 тысяч. К исходу 1917 года компания Г. Эрхардта ежедневно производила более 2,5 миллиона патронов и снарядов, свыше 500 пистолетов, винтовок и пулемётов, до 50 различных артиллерийских и зенитных орудий.
В 1921—1925 гг. на базе недостроенных во время войны 80-сильных шасси изготовили ещё 30 броневиков «Тип 21» для внутренних сил безопасности и полиции.
С банкротством фирмы все эти работы были прекращены.
Г. Эрхардт получил 128 патентов в Германской империи. В 1891 году запатентовал процесс, который стал известен как «Ehrhardt’schen pressing and drawing method», применяемый при производстве бесшовных труб.
Его научные разработки повлияли на совершенствование механизмов отдачи огнестрельного оружия. В честь него была названа горная пушка «Эрхардт 7,5 см Модель 1901 г.».